# Folashade Oluwafemiayo
Folashade Oluwafemiayo, née le 3 novembre 1985, est une haltérophile handisport nigériane concourant en +86 kg. Elle détient trois titres mondiaux (2017, 2019, 2021) et un titre paralympique (2021).

## Carrière
À l'âge de trois ans, elle est victime de la poliomyélite.
Pour ses premiers Jeux en 2012, elle remporte la médaille d'argent en -75 kg. L'année suivante, elle est suspendue pendant deux ans à compter du 19 avril 2013 après qu'un de ses échantillons d'urine a été testé positif au furosémide, une substance interdite. Elle est également condamnée à une amende de 1 500 €.
En 2017, elle bat le record du monde de sa catégorie en soulevant 145 kg lors des Mondiaux à Mexico. Deux ans plus tard, Oluwafemiayo conserve son titre mondial en battant un nouveau record du monde à 150 kg pour battre la Chinoise Zheng Feifei.
Lors des Jeux de 2020, Oluwafemiayo lève une barre de 152 kg lors de son quatrième et dernier essai ce qui lui permet d'obtenir la médaille d'or et de battre le record du monde. Elle l'avait déjà battu avec une barre à 151 kg lors de l'étape de la Coupe du Monde à Manchester début 2021. Aux Mondiaux à Tbilissi en décembre, elle soulève 152,5 kg pour remporter le titre mondial pour la troisième fois consécutives. C'est également le quatrième record du monde qu'elle bat cette année.